# Крысюк, Арсений Петрович
Арсе́ний Петро́вич Крысю́к (1916—1995) — майор Советской Армии, участник Великой Отечественной войны, Герой Советского Союза (1940).

## Биография
Арсений Крысюк родился 12 июня 1916 года в посёлке Черняхов (ныне — Житомирская область Украины). Окончил семилетнюю школу и курсы трактористов. В 1937 году Крысюк был призван на службу в Рабоче-крестьянскую Красную Армию. Участвовал в боях советско-финской войны, будучи механиком-водителем танка 108-го танкового батальона 35-й легкотанковой бригады 7-й армии Северо-Западного фронта.
Крысюк принимал участие в боевых действиях в составе бригады под командованием полковника Владимира Кашубы. В его экипаж входили командир танка Даниил Диденко и башенный стрелок Евгений Кривой. Участвовал в первых, неудачных попытках прорыва линии Маннергейма. 20 февраля 1940 года группа в составе трёх танков, среди которых был и танк Диденко, а также взвода пехоты и отделения сапёров, начала штурм дота, вооружённого орудиями и пулемётами, вмонтированными так, чтобы была возможность кругового обстрела. Танк Диденко шёл первым и вскоре остался единственным в строю. Когда экипаж попытался обогнуть дот, танк получил серьёзные повреждения. Диденко, Крысюк и Кривой покинули танк и вместе с сапёрами залегли в снегу. Бойцы держали оборону в течение 12 часов, пока не стемнело.
7 марта 1940 года экипаж Диденко в составе взвода производил разведку в районе станции Тяйлисуо. Подпустив советские танки поближе, финские войска открыли из засады массированный огонь. Когда танк Диденко был подбит, он приказал снять пулемёты и покинуть машину. Танкисты держали оборону в течение 11 часов. Утром следующего дня подошли подкрепления.
Указом Президиума Верховного Совета СССР от 21 марта 1940 года за «отвагу и мужество, проявленные в боях с белофиннами» младший командир Арсений Крысюк был удостоен высокого звания Героя Советского Союза с вручением ордена Ленина и медали «Золотая Звезда» за номером 429.
В 1941 году Крысюк окончил Киевское танко-техническое училище. Участвовал в боях Великой Отечественной войны. После её окончания продолжил службу в Советской Армии. В 1952 году он окончил Ленинградскую высшую бронетанковую школу. В 1963 году в звании майора Крысюк был уволен в запас. Проживал в Москве, работал сначала старшим инженером Министерства сельского хозяйства РСФСР, затем директором Народного музея К. Е. Ворошилова. Скончался 2 февраля 1995 года, похоронен на Троекуровском кладбище Москвы.
Был также награждён орденами Отечественной войны 1-й и 2-й степени, Красной Звезды, рядом медалей.